# Луїза Буржуа
Луїза Буржуа (фр. Louise Bourgeois; 25 грудня 1911 — 31 травня 2010) — американська скульпторка, живописиця і графікеса французького походження. Найбільш знана за масштабною скульптурою та інсталяціями, Буржуа була також плідною художницею та принт-мейкеркою. Протягом довгої кар'єри досліджувала розмаїття тем, включаючи дім та родину, сексуальність і тіло, смерть та підсвідоме. Хоча Буржуа виставлялася з абстрактними експресіоністами, а її робота має багато спільного з сюрреалізмом та феміністичним мистецтвом, формально до конкретного мистецького напрямку вона не приєднувалась.

## Ранні роки
Луїза народилася 25 грудня 1911 року в досить заможній родині реставраторів та торговців гобеленами. Дитинство провела у французькій провінції, в Обюссоні за домальовуванням фрагментів, яких бракувало в гобеленах, що потребували реставрації. Утім, вона ніколи не мала справи з тканиною та голкою, та й мати не хотіла, щоб донька займалася шиттям чи ткацтвом. У інтерв’ю для журналу Sculpture 2005 року Буржуа сказала, що дитячий досвід роботи з гобеленами мав значення, радше, для її розуміння мистецтва як реставрації пошкоджених частин життя, перетворення фрагметованого на цілісне. Крім того, для неї ці старовинні ткані картини були першими контактами з історією мистецтва.

## Освіта
- 1921—1927 Lycée Fénelon, Париж
- 1932—1935 Вивчала математику в Сорбоні, Париж
- 1935—1936 École du Louvre, Париж
- 1936—1937 Atelier Roger Bissière de l‘Académie Ranson
- 1936—1937 Académie d‘Espagnat
- 1936—1938 École des Beaux-Arts with Devambez and Colarossi, Париж
- 1937—1938 Académie de la Grande Chaumière with Othon Friesz and Wlérick, Париж
- 1938 Académie Julian, Париж
- 1938 Académie Scandinavie with Charles Despiau[27].

## Колекціонерка просторів та спогадів
Як каже Луїза Буржуа (Louis Bourgeois, b. 1911), вся її творчість — це спроба впоратися з емоціями і досягти ментального здоров'я. «Мої емоції неспіврозмірні з моїми габаритами. Не самі емоції, а їх сила — вона просто нестерпна для мене. Тому я віддаю їх енергію скульптурам». Ось уже 70 років Луїза Буржуа займається автопсихоаналізом, а мистецтвознавці аналізують її досліди над власною душею, втілені в потужні, захоплюючі для уяви пластичні формули.

## Дитинство
При зовнішньому благополуччі стосунки між батьками не були ідеальними: батько практично відкрито зраджував матір з англійською гувернанткою, найнятою ним же для Луїзи, її брата і сестри. Гувернантка жила з родиною протягом десяти років, мати ж сприймала тривалий адюльтер як данину, беручи участь в існуванні сімейного подвійного стандарту, що обтяжував дітей. Ця ситуація стала для Луїзи драмою, яку вона переживала все життя і переосмислювала у творчості. Вона вважала батька зрадником, а після смерті матері намагалася накласти на себе руки. Вона досі згадує, як одного разу батько за столом почистив мандарин, зробив з нього маленьку безглузду фігурку і, сміючись, показував всім зі словами: «Це Луїза». Мати Луїзи, Жозефіна Буржуа, після повоєнної епідемії грипу мала майже інвалідність, і Луїза піклувалася про неї та возила на південно-французькі спа. Художниця називала матір дуже мудрою людиною, захисницею та найкращою подругою. Мати померла в 1932-му, того ж року Луїза вступила до Сорбонни вивчати філософію, алгебру та геометрію, також відвідала СРСР. У пізніх інтерв’ю Буржуа казала, що геометрія давала впевненість на противагу емоційній плутанині, яку вона відчувала, — її бакалаврська кваліфікаційна робота стосувалася Канта і Паскаля (останнього вона відзначала також як індивіда, що відійшов від математики в бік релігії після «містичного досвіду» нещасного випадку).
З 1936 року Буржуа почала займатися в паризьких художніх школах та студіях, включаючи Ecole des Beaux-Arts і Академію de la Grande-Chaumiere. Художниця-початківиця відвідувала майстерню скульптора Костянтина Бранкузі, культової постаті паризького авангарду; брала уроки у кубіста Фернана Леже, котрий повідомив Буржуа про те, що її чуттєве сприйняття близьке до виражальних засобів скульптури. Фернан Леже оцінив обдарованість Буржуа та спонукав її зайнятися скульптурою. Буржуа оселилася в будинку, де знаходилася галерея Андре Бретона «Gradiva» — так відбулося її детальне знайомство з роботами Арпа, Міро, Дюшана, Далі, де Кіріко, Пікассо, Ман Рея. 
У 1938 році Луїза Буржуа одружилася з випускником Гарварда, американським мистецтвознавцем Роберто Голдвотером, і переїхала до Нью-Йорка, де він став першим директором Музею первісного мистецтва. Оскільки на Францію насувалися німецькі війська (американське громадянство вона отримала тільки в 1955-му). Аж до смерті чоловіка в 1974 році тривав зразковий союз двох творчих і люблячих людей, що віддають сили і час мистецтву і вихованню трьох синів..

## Творчість
Луїза Буржуа — приклад художниці, що «полюбила свій симптом», міфологізувала факти власного дитинства, нав'язливі ідеї і кошмари.
На початку творчої кар'єри Буржуа займалася графікою і живописом. В Америці Буржуа з чоловіком мали тісні контакти з гуртком французьких експатів-сюрреалістів (також і з багатьма представниками мистецького та інтелектуального середовища, включаючи Жака Лакана). Вплив перших на подальшу творчість художниці неоднозначний, оскільки, попри деякі схожі мотиви й форми, — скажімо, зображення розрізаного тіла чи графіки «Femme Maison» («жінко-будинків») (1945-1947) і «Fallen Women» (1946-1947) — Буржуа завжди відхрещувалася від будь-яких паралелей із сюрреалізмом, досить зневажливо та критично ставилася до представників течії, особливо до Сальвадора Далі. Ці роботи — роздуми художниці про роль жінки в сім'ї, яку багато визначають виключно як підтримання домашнього вогнища. Скульпторка підкреслює, що це пародія на сюрреалізм, який намагався представляти жінку як конструкцію. Автори офіційної рецензії до фільму «Louise Bourgeois. The Spider, the Mistress and the Tangerine» побачили тут привид Фрейда й пояснили ворожість Буржуа до сюрреалістів тим, що вони були для неї «батьківськими фігурами». Але ці висновки, вочевидь, безпідставні: таке ставлення було типовим для тогочасної нью-йоркської школи. Слід взяти до уваги й твердження художниці про повну байдужість до сновидінь як джерела образів. Крім того, Буржуа була схильна розглядати свою творчість окремо від мистецьких течій: в інтерв’ю Sculpture вона назвала себе «самотньою бігункою на довгу дистанцію» — і якби це було інакше, навряд чи її роботи зберігали б сучасність у середовищі «актуального мистецтва» останніх років.

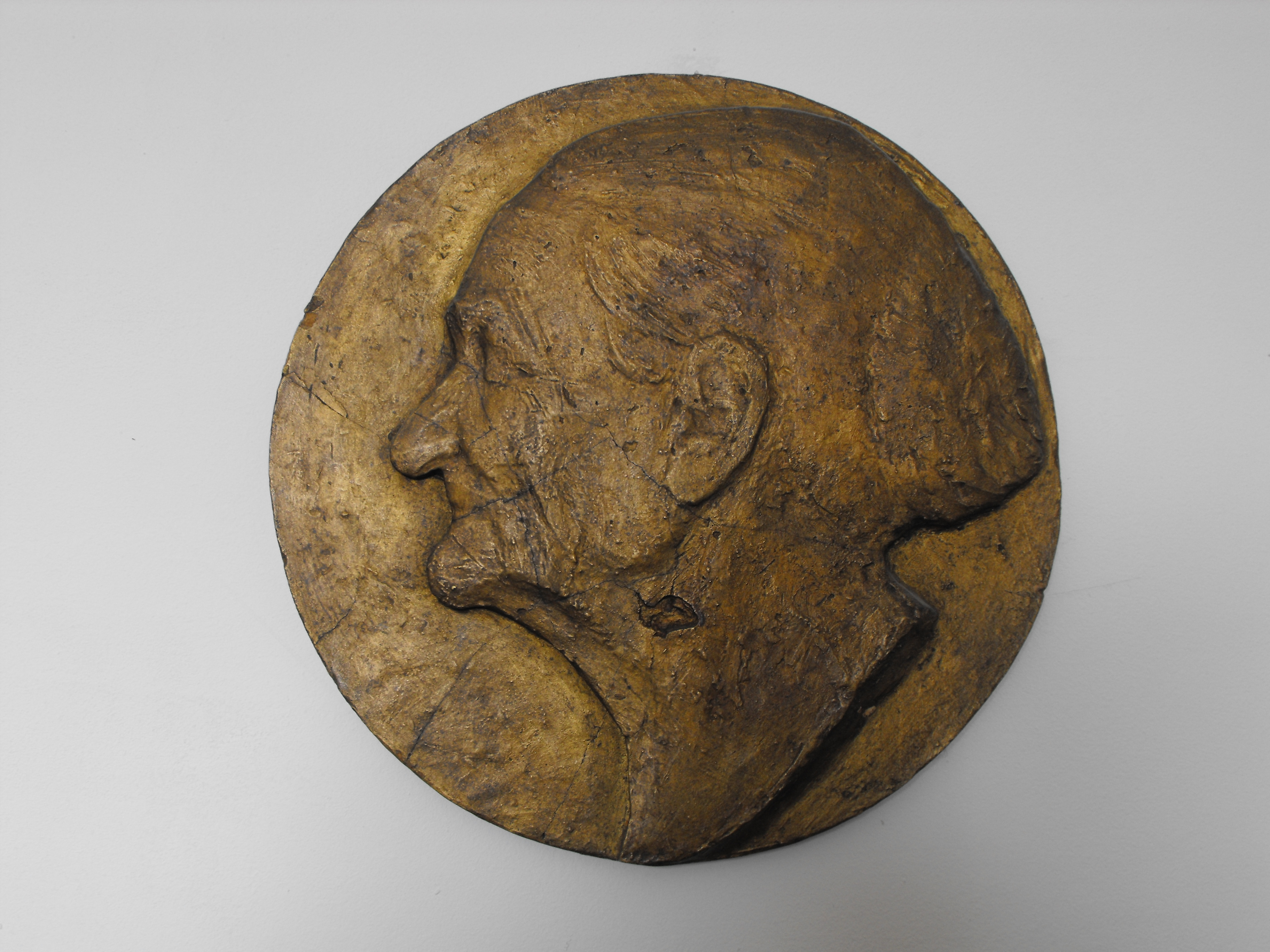
Мама

У 40-х роках Буржуа сконцентрувала свою увагу на скульптурі, в якій вона нині визнана однією з провідних майстрів XX століття. Її перші пластичні досліди несуть у собі формальний вплив архаїчної давньогрецької, африканської, давньоамериканської скульптури. У цих роботах чітко простежується вплив найбільших скульпторів минулого століття Костянтина Бранкузі, Генрі Мура, Альберто Джакометті, які також спиралися на архаїчну пластику. На початку скульптури Буржуа складалися з груп абстрактних і органічних форм, що часто були вирізані з дерева.Одна з найвідоміших робіт «Сліпий, поводир сліпого» (1947), напряму споріднюється з шедевром Пітера Брейгеля-старшого «Притча про сліпих». Конструкція з двадцяти довгих рожевих дерев'яних підпор, що звужуються донизу, а вгорі з'єднуються чимось на зразок нетривкого містка-стягування. Буржуа пояснює, що ця скульптура — ремінісценція дитячого бажання сховатися під столом під час обідніх сімейних скандалів. «Femme Maison» теж з’явилися  в 1940-х. Мотив дому має безліч конотацій, пов’язаних із дитячим досвідом та з ностальгією, Буржуа неодноразово вербалізувала цю тему сама. Пізніші її роботи часто були побудовані на відтворенні ключових «місць пам’яті»: власної дитячої кімнати та батьківської спочивальні — зокрема «Red Room (Child)» і «Red Room (Parents)», інсталяції 1994 року. Ще один мотив, що з’явився в сорокових, — трактування людського тіла в серії скульптур «Персонажі», що становлять собою довгасті металеві фігури на постаментах — деякі з них парні, деякі з видозміненими грудьми, — покликані репрезентувати індивідів із реальності Луїзи Буржуа. Деформоване, фрагментоване, багатофункціональне тіло є чи не основним елементом її творчості. На «Документі», 1992, та Венеційському бієнале, 1993, художниця представляла в одній із «Кліток» показову в цьому плані роботу «Істеричний вигин» («Arch of Hysteria») — спазматично випнуту фігуру без голови та рук, цього разу чоловічу. В інтерв’ю, що його Буржуа давала стосовно вищезгаданих мистецьких заходів (Pat Steir Talks with Louise Bourgeois. Mortal Elements. Artforum International. Summer 2003), вона підкреслює свою індиферентність до статі скульптури й робить акцент на жесті відрізання. Цей акт також часто фігурував у її роботах — згадаймо хоча б неймовірно ніжну складану ляльку-ножик «Femme Couteau» (2002).
Перші скульптури Буржуа були виставлені в 1949 році в галереї Перідо в Нью-Йорку.
Творчість періоду п’ятдесятих не надто активна — зокрема це пов’язано з депресією через смерть батька в 1951-му та перехід до викладацької діяльності й роботи над книжковою крамницею. Втім, її роботи регулярно брали участь у різноманітних групових виставках у галереях Нью-Йорка та багатьох інших американських міст, хоча персональних виставок пройшло лише дві.
У 1960-х Буржуа почала працювати з гіпсом, латексом, смолою та, після відвідання Італії, з бронзою і мармуром. Із-під її рук виходять псевдоорганічні об’єкти, а також творіння, основою яких були жіночі й чоловічі геніталії, — довгостроковий і дуже впізнаваний лейтмотив її творчості. Цей зсув у мистецькому підході критики відносять до постмінімалізму, тобто символістської опозиції до гегемонії художньої мови мінімалізму. Він яскраво виражений у знаковій скульптурі «Собака»/«Nature Study» (1984—1994), що зображує тварину-гермафродита. Робота ілюструє також ту тенденцію мистецтва Буржуа, яку сама художниця називає «передгендерністю», — зосередження на тілесному вимірі без уваги до позатілесного виміру статі. Це варто розглядати в полі не самодостатньої андрогінності, а, швидше, ваги для Буржуа міфічного співіснування чоловіка та жінки — серед її скульптур та малюнків різних років дуже багато сплетених пар, мотивів кохання та чуттєвого обміну.

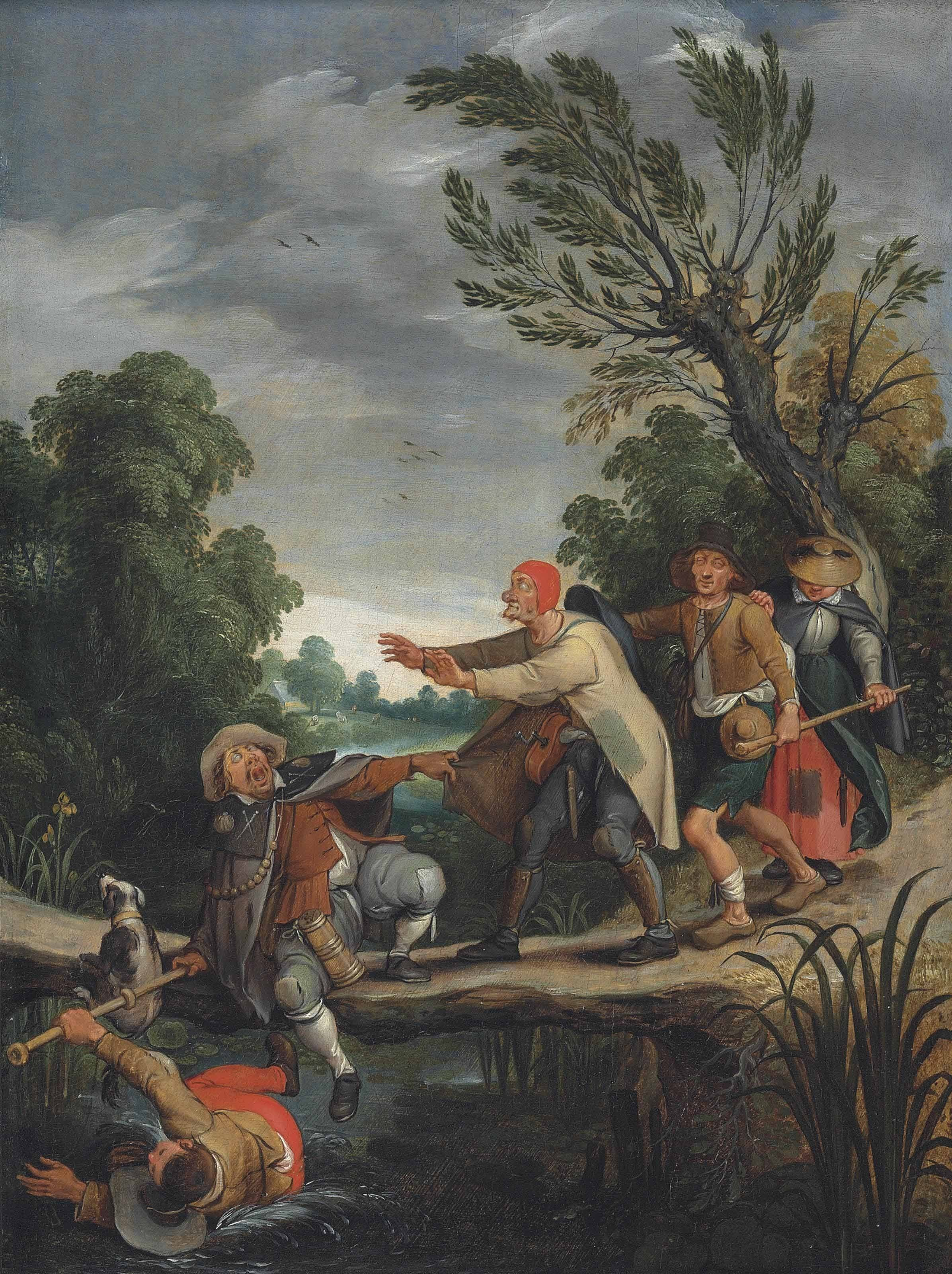
The Blind Leading the Blind

Луїзу Буржуа можна віднести до числа художниць-постсюрреалісток, що заявили про себе головним чином у 30-40-ві, вже після того, як сюрреалістичний рух у Франції прийшов у занепад. Художники цього кола ніколи не утворювали згуртованих груп, не були схильні до декларативних заяв, широкомовних програм і маніфестів. У той же час серед них можна виділити групу, об'єднану не тільки романтичним інтересом до «темної сторони» психічного та інтелектуального життя, а й до тіла як маніфестації цієї «темної сторони». Сексуальність для Буржуа пов'язана з травмою і болісним пошуком своєї ідентичності,  ролі в міжстатевих стосунках. У 1968 році Луїза Буржуа створила дві скульптури, одночасно іронічні і шокуючі: «Fillette» («Дівчинка») і «Janus Fleuri» («Квітучий Янус»).
"Дівчинка" являє собою гігантський фалос з латексу, що розгойдується на гаку м'ясника. Ця скульптура - перш за все, критичний погляд на іконографію фалоса і чоловічого статусу, з ним пов'язаного. Підстава скульптури читається і як жіночі груди, і чоловічі сім'яники, і округлі початки жіночих стегон. З'єднання протилежностей, а також захмарені сексуальні чоловічі веселощі — збуджений пеніс піднявся лише для того, щоб бути підвішеним на металевий гак подібно до м'ясної туші, готової до нарізання скибками.
Бронзовий «Квітучий Янус» відображає вічне з'єднання гендерних форм, що злилися і взємно перетікають. Янус в латинській означає арку, прохід. Але Янус — це ще й дволикий бог, одна особа якого звернена в минуле, інша — у майбутнє, до божественних воріт (janua), які були відкриті під час миру і закривалися під час війни. Монолітна і жорстка основа скульптури зображує два млявих пеніси, з'єднаних з центральним, майже безформним елементом, що нагадує вульву і лобкове волосся. Прикметник «квітучий» в назві вказує на візуальну метафору геніталій як цвітіння і аромату. Чоловіче і жіноче, як дві особи, злилися воєдино. Два пеніси схожі одночасно на жіночі груди, стегна і сідниці.
У 1974 році Буржуа створила першу інсталяцію, що відкрила новий етап в її творчій біографії. У роботі «Руйнування Батька» в складній пластичній формі вона реалізувала тяжкі спогади, які живуть у підсвідомості та були викликані конфліктними стосунками з батьком. Інсталяція являє собою схожу на печеру структуру, в якій фігури, подібні до каміння, оточують жертовну плиту, де розкидані частини тіла (у тому числі шматки ягняти, куплені в м'ясній крамниці). Це дуже тривожна робота, яка нагадує творчість одного з улюблених художників Буржуа, Франсиско Гойї.

У 1974-му, якраз коли Буржуа «знищила Батька», помер її чоловік. Місце опікуна та асистента зайняв пізніше Джеррі Горовой, що залишався з художницею до кінця днів. Він і допоміг здійснити першу ретроспективу її робіт у МОМА, з якою до Буржуа прийшли розуміння і слава, що так само лишилися з нею до кінця.
На 1990-ті припав новий період у творчості Буржуа — період «клітки».  Однією із цілей художниці було створення самодостатнього енвайронменту, незалежного від музейного середовища, в який можна увійти. Ці конструкції являють собою своєрідну ізоляцію минулого досвіду. У Cell (Choisy) (1990-1993) клітка містить мармурову скульптуру будинку, що розміщений під великою гільйотиною, нагадуючи сцену з нічного кошмару. Приміщення, захисне сховище в роботах Луїзи Буржуа є відчуженим або відгородженим, втраченим, однак це дає змогу досліджувати його ззовні, відтворювати, а отже перетворювати на мистецький об’єкт. Те, що втрачає свою початкову функцію та місце, отримує право стати елементом поля естетики. А естетику Буржуа використала як приватний санаторій, однокореневий із «sanity».
З іншого боку, акт замикання в будинку носить загрозу ув’язнення, як і ув’язнення у власному тілі, що повертає до формального змісту зрощених «жінко-будинків». У іронічний спосіб Луїза Буржуа демонструє таку лінію в «Femme Maison» 1982 року — цього разу це лялька Барбі, голову й тіло якої заклеєно в глиняний макет дому, а ноги, руки та синтетичне волосся безпорадно стирчать із нього.
Також у дев’яностих в одній з інсталяцій серії «Клітки» виплив назовні і педагогічний досвід, в цій роботі на стільцях були розміщені великі скляні сфери — на знак непроникності та водночас крихкості співрозмовника. Робота ця була також символом родини Буржуа. Це яскравий приклад значення, що його художниця надавала матеріалам, застосовуючи їх асоціативно до різновидів емоцій та психологічних явищ, вважаючи, що «будь-який матеріал менш крихкий, ніж людські стосунки». Для іншої інсталяції «Кліток», що включала макет будинку, Буржуа відшукувала й замовляла рідкісний рожевий мармур без зелених прожилок — доволі тривіальна базова символіка кольорів для неї також багато означала.
В дев’яностих та двотисячних Буржуа почала активно використовувати текстиль, включаючи використання власного одягу, збереженого з різних періодів життя. Одяг мав для неї вагу як річ, здатна і приховувати, й експонувати, а також як один із носіїв пам’яті, збереження та сортування якої багато означало для художниці в останні десятиліття.
Пізніші роботи включають серію голів і фігур з тканини, що зображують різні стадії болю і відчаю. Наприклад, в Couple IV (1997), те, що виглядає старомодним дисплеєм з провінційного музею, демонструє дві безголові ганчіркові фігури, які намагаються займатися любов'ю.
Скульпторка Луїза Буржуа розробила серію робіт для музею мистецтв у Вільямстауні (штат Массачусетс, США). Античні часи вже минули і стоокого грецького Аргуса, який уособлює зоряну далечінь, замінив земний Аргус, якого втілила у своїх блискучих роботах Буржуа.
Скульптури Луїзи Буржуа не тільки незвичайні, але вони також можуть бути оригінальним архітектурним ансамблем та гармонійно вливатися в навколишнє середовище американського Вільямстауна. Неподалік від скульптур знаходиться старовинна будівля, що поросла плющем, і це робить загальну картину злитою воєдино. У нічний час очі-скульптури світяться. Проєкт «Eyes» наочно ілюструє метафоричне вираження «очі землі».
Раніше в старовину так називали бездонні сині озера. Сучасний житель сприймає картину інакше. Сяючі очі — немов віддзеркалення зоряного простору. Скульптури зроблені з бронзи і граніту і розташовані по всьому американському континенту. Лавочки з парку скульптури "Олімпік" (Сієтл).
Символом пізньої творчості Луїзи Буржуа стала інсталяція «Павук», як зразок досконалої, створеної природою раціональної й виразної конструкції.
Мотив павука з’являється у двох роботах 1947 року — монументальні та хисткі металеві зображення цих комах 1990-х Буржуа назвала «одою матері». Для художниці, за її словами, вони були носіями охорони й тендітності, вразливості водночас. Аналогічно, ці павуки — радше, павучихи, — мають аспект нетутешньо-моторошної, Unheimlich, фемінності. Ці акти творення є досконалим свідченням того, що Луїза Буржуа — адептка приватного тотемізму та побутової магії. Вона навряд чи хоч раз виходила за рамки створення профілактично-терапевтичних об’єктів до створення Мистецтва з такої ж великої «М», як і метанаратив. Іншими словами, Буржуа завжди була тихою нарцискою-анархісткою, що використовувала первіснообщинні мистецькі методи для задоволення власних психологічних потреб. Саме тому, мабуть, постать Луїзи Буржуа так привабила панків 1970-х, які з нею активно дружили. І саме тому єдині ідеології, з вигодою для себе схильні апропріювати Буржуа, — це фемінізм (тому що вона жінка з проблемним з батьком) та ринок (тому що її художні твори можна продавати).
Павук в особистому символічному словнику скульпторки не несе в собі негативної конотації й асоціюється у неї з матір'ю, "врівноваженою, розумною, терплячою, розсудливою, витонченою, проникливою, незамінною, акуратною і корисною, як павук», з її працьовитістю і досвідченою майстерністю ткалі-реставраторки шпалер. Таким же чином, швейні голки не є агресивними символами, а використовуються для позначення відновлення втрат. Будинки зображені не як притулок, а як камери або клітки, де є небезпека втратити себе. 
Одна з найбільших скульптур на цю тему так і називається — «Мама». Монументальна пластична форма, відлита з бронзи, її геометрична простота і лаконічність демонструють дивне почуття гармонійної врівноваженості, властиве мистецтву Буржуа.
Останній проєкт, над яким працювала Буржуа (окремо від численної графіки), — «Тканинні малюнки». Якраз під час підготовки виставки у Венеції, в «Magazzino del Sale», 31 травня, надійшла звістка про смерть художниці.
«Тканинні малюнки» — це прості перехресні сплетіння кольорових текстильних стрічок, що зображують на пастельному тлі рожево-червоні об’єкти: вагітну жінку, фортецю, долоню Буржуа (на кшталт того, як діти прикладають до паперу та обводять олівцем власні руки). Робота з гобеленоподібною технікою, хоч якою примітивною, була для Буржуа багатозначним кроком.
«Я роблю, я знищую, я переробляю» — так називалася перша велика виставка Луїзи Буржуа в лондонській галереї Tate Modern, що пройшла в 2000 році. Саме цією експозицією Державний національний музей заявив про своє існування, а Буржуа стала першою з художників, представлених у новому бастіоні contemporary art. Виставка мала величезний успіх, і вибір майстринв не випадковий, адже творчість Луїзи Буржуа, по суті, є антологією сучасного мистецтва.
У Києві одну з робіт Луїзи Буржуа можна було побачити в закутку на другому поверсі Pinchukartcentre в рамках виставки «Сексуальність і трансцендентність» — це невелика срібляста скульптура у формі ніжної спіралі, напіврозкритого бутона чи тілесної складки, виготовлена із суміші металу та подрібненого одягу художниці, такий собі самотній фетиш від чутливої поетичної жінки, яка, втім, на фотографії Мепплторпа хуліганисто сміється, тримаючи під пахвою величезний пеніс «Fillette».
Луїза Буржуа померла 31 травня 2010 року в Нью-Йорку на 98 році життя через два дні після серцевого нападу. Вона продовжувала працювати до кінця життя.
Гігантські павуки, створені скульпторкою, виставлялися по всьому світу, подарувавши їй прізвисько «Спайдервумен» (Spiderwoman). Деякі з цих павуків сягають висоти в три поверхи. Вперше вони були виставлені в галереї сучасного мистецтва Tate Modern в Лондоні, Велика Британія.
Абстрактні зображення Луїзи Буржуа, присвячені таким темам, як народження, сексуальність і смерть, зробили її однією з найвпливовіших скульпторів сучасності. Тим не менш, попри високу оцінку критики, популярність прийшла до неї лише після 70-ти років.
Творчість Луїзи Буржуа можна назвати енциклопедією сучасного мистецтва. У ньому можна відшукати сліди впливу всіх провідних художніх напрямків 20 століття — кубізму, футуризму, сюрреалізму, конструктивізму, абстракціонізму та концептуалізму, але в той же час скульптура, живопис, графіка мисткині відрізняються підкреслено особистісним виразом її творчої індивідуальності. Всі роботи Буржуа створені під враженням її життєвих вражень, глибоко сягають корінням в дитинство. Сама Буржуа образно визначила себе "як колекціонерку просторів і спогадів".
Численні виставки Луїзи Буржуа стали справжніми культурними подіями для визнаних світових столиць сучасного мистецтва — Нью-Йорка, Парижа, Лондона, Токіо, Берліна, Венеції, Мадрида. Роботи Луїз Буржуа представлені в найвідоміших зборах мистецтва XX століття — Музеї Сучасного мистецтва (МОМА) і Музеї Соломона Р. Гуггенхайма в Нью-Йорку, Галереї Тейт у Лондоні, Центрі Помпіду в Парижі.

## Визнання
У 1999 художниця отримала «Золотого лева» 48-й Венеціанській бієннале.
- Премія Вольфа в галузі мистецтв (2002 / 3).
- Імператорська Премія Японії (1999). 1 [Архівовано 11 червня 2012 у Wayback Machine.]

## Документальні фільми, присвячені Луїзі Буржуа
1. «Ніжна річка» (La Rivière Gentille), 2007 року. В цьому фільмаі дев’яностоп’ятирічна Луїз Буржуа в перерві між згадуванням і прослуховуванням дитячих пісень про маму говорить: «Усе, що спадає на думку, повертається — до барана». Її співрозмовниця вигукує: «Якого барана?!!» — на що Буржуа безапеляційно й розважливо відповідає: «Барана на ім’я Зигмунд».
2. «Луїз Буржуа. Павук, коханка та мандаринка» (Louis Bourgeois. The Spider, the Mistress and the Tangerine»), 2008 року. Ця стрічка містить матеріали, зібрані протягом дев’яностих-двотисячних, та фіксує практично всі твори художниці від 1938-го до 2007-го[26].

## Виставки (1990-2010)
- 2009 Hirshhorn Museum and Sculpture Garden, Вашингтон
- 2008 «Diana + Actaeon, Der Verbotene Blick auf die Nacktheit», Museum Kunst Palast, Дюссельдорф
- 2008 «Луїза Буржуа», Музей сучасного мистецтва, Лос-Анджелес
- 2008 Museo Nazionale di Capodimonte, Ніаполь
- 2008 La Rivière Gentille, Галерея Hauser & Wirth, Цюрих
- 2008 «Recent Drawings», Inverleith House, Единбург
- 2007 «Луїза Буржуа», Marlborough Gallery, Лондон
- 2007 Луїза Буржуа: ретроспектива, Tate Modern, Лондон; Musée National d’art moderne, Центр Помпиду; Музей Гуггенхайма, Нью-Йорк, Музей сучасного мистецтва, Лос-Анджелес; The Hirshhorn Museum, Вашингтон
- 2007 Луїза Буржуа: нові роботи, Hauser & Wirth, Лондон
- 2007 «Буржуа в Бостоні», Інститут сучасного мистецтва, Бостон
- 2007 «Луїза Буржуа», Christine König Galerie, Вена
- 2007 «Луїза Буржуа: абстракція», Kukje Gallery, Сеул
- 2007 «Луїза Буржуа», Storm King Art Center, Нью-Йорк
- 2007 «Луиза Буржуа: Crouching Spider», Филадельфийский музей искусства, Филадельфия
- 2007 «Луиза Буржуа: The Woven Child», Worcester Art Museum, Вустер
- 2007 «Fugue», Kunstmuseum Bern, Graphisches Kabinett, Берн
- 2006 «Луиза Буржуа», Christine Bader, Лугано
- 2006 «Works on Paper from the 1940s and 1950s», Peter Blum, Нью-Йорк
- 2006 Roni Horn, Hauser & Wirth, Цюрих
- 2006 Goya Contemporary, Балтимор
- 2006 Galerie Lelong, Париж
- 2006 Greg Kucera Gallery, Сиэтл
- 2006 Walters Art Museum, Балтимор
- 2006 Kunsthalle Bielefeld, Билефельд
- 2006 Butler Gallery, Килкенни
- 2005 Galerie Karsten Greve, Кельн
- 2005 Kunsthalle Wien, Вена
- 2005 Gallery Paule Anglim, Сан Франциско
- 2005 Neue Galerie im Höhmannhaus, Аугсбург
- 2005 Galleri Stefan Andersson, Умео
- 2005 Sublimation, Hauser & Wirth, Лондон
- 2005 Museum of Contemporary Art, Північні Маямі
- 2005 Wifredo Lam Centre, Гавана
- 2005 Kukje Gallery, Сеул
- 2004 Karsten Greve, Париж
- 2004 Cheim & Read Gallery, Нью-Йорк
- 2004 CAC Màlaga, Малага
- 2004 Daros Collection, Цюрих
- 2004 Akira Ikeda Gallery Muranchi, Йокосука
- 2004 The Fruitmarket Gallery, Эдинбург
- 2004 Peter Blum, Нью-Йорк
- 2004 Galleri Stefan Andersson, Умео
- 2004 Galerie Scheffel, Бад Хомбург
- 2003 Sigmund Freud Museum, Вена
- 2003 Aspen Art Museum, Аспен
- 2003 Zacheta Gallery of Art, Варшава
- 2003 Paule Anglim Gallery, Сан Франциско
- 2003 Akademie der Künste, Берлин
- 2003 Louisiana Museum for Moderne Kunst, Хумлебек
- 2003 Xavier Hufkens Gallery, Брюссель
- 2003 Shiraishi Contemporary Art, Токіо
- 2003 Dia Center for the Arts, Beacon, Нью-Йорк
- 2003 Frederik Meijer Gardens and Sculpture Park, Гранд Рапидс, Мичиган
- 2003 Galerie Karsten Greve, Кельн
- 2003 The Whitney Museum of American Art, Нью-Йорк
- 2003 Irish Museum of Modern Art, Дублін
- 2003 White Cube Gallery, Лондон
- 2002 Helsinki City Art Museum, Хельсінки
- 2002 Palais de Tokyo, Париж
- 2002 Galería Soledad Lorenzo, Мадрид
- 2002 Galerie Karsten Greve, Мілан
- 2002 Kukje Gallery, Сеул
- 2002 Fine Arts Work Center, Масачусець
- 2002 Playhouse Square’s Star Plaza, Клівленд
- 2002 The Ace Gallery, Гамільтон
- 2002 Kulturhuset, Стокгольм
- 2002 Beaumontpublic + Königbloc, Люксембург
- 2002 Ars TEOR / Ética Fundacion, Сан-Хосе
- 2002 Museet for Samtidskunst, Осло
- 2002 Hauser & Wirth, Цюрих
- 2002 Kunsthaus Bregenz, Брегенц; Bunkier Sztuki Gallery of Contemporary Art, Краков; Akademie der Künste, Берлін
- 2002 Krannert Art Museum, Шампейн; Madison Art Center, Мэдисон
- 2002 David Floria Galllery, Аспен
- 2001 Galerie Karsten Greve, Париж
- 2001 C&M Arts, Нью-Йорк
- 2001 Cheim & Read Gallery, Нью-Йорк
- 2001 Guggenheim Museum Bilbao, Більбао
- 2001 Akademie der bildenden Künste, Вена
- 2001 Kunstraum Innsbruck, Інсбрук
- 2001 The State Hermitage Museum, Санкт-Петербург
- 2001 Peter Blum, Нью-Йорк
- 2001 Rockefeller Center / Public Art Fund, Нью-Йорк
- 2001 Galerie Fahnemann, Берлин
- 2001 Miriam and Ira D. Wallach Art Gallery, Columbia University, Нью-Йорк
- 2001 Musée d’Art Américain, Giverny/FR
- 2001 Williams College Museum of Art, Williamstown MA
- 2000 Hauser & Wirth Zürich, Цюрих
- 2000 Galleria Karsten Greve, Мілан
- 2000 Galerie Lelong, Париж
- 2000 Kappatos Gallery Athens, Афіни
- 2000 National Museum of Contemporary Art, Kyungki-do/KS
- 2000 Tate Modern, Лондон
- 2000 Grafiska Sallskapet, Стокгольм; Norrköpings Konstmuseum, Norrköping
- 2000 Göteborg Museum of Art, Гетеборг
- 2000 Jardin des Tuileries, Париж
- 1999 Minneapolis Institute of Arts, Мінеаполіс
- 1999 Galerie Lelong, Нью-Йорк
- 1999 Wexner Center for the Visual Arts, Колумбус
- 1999 Remba Gallery, Західний Голівуд
- 1999 Piece Unique, Париж
- 1999 Museo Nacional, Centro de Arte Reina Sofìa, Мадрид
- 1999 Kunsthalle Bielefeld, Bielefeld
- 1999 Jaffe-Friede & Strauss Galleries, Hopkins Center, Dartmouth College, Ганновер
- 1999 Maier Museum of Art, Randolph-Macon Woman’s College, Lynchburg
- 1999 Galerie Karsten Greve, Кельн
- 1999 Galerie Paula Böttcher, Берлин
- 1999 Galerie Seitz-von Werder, Берлин
- 1999 Ernst-Museum, Будапешт
- 1998 Serpentine Gallery, Лондон
- 1998 Centro Cultural de Belém, Лиссабон
- 1998 Barbara Krakow Gallery, Бостон
- 1998 Wood Street Galleries, Пітсбург
- 1998 The Art Gallery of Ontario, Торонто
- 1998 The Whitney Museum of American Art, Нью-Йорк
- 1998 Galerie Lars Bohman, Стокгольм
- 1998 Malmö Konsthall, Мальме
- 1998 Espace Saint-François, Лозанна
- 1998 Musée d’Art Contemporain, Бордо
- 1998 North Carolina Museum of Art, Рейлі
- 1998 The Art Gallery of Ontario, Торонто
- 1998 The Lotos Club, Нью-Йорк
- 1997 The Arts Club of Chicago, Чикаго
- 1997 Xavier Hufkens Gallery, Брюссель
- 1997 Prada Foundation, Мілан
- 1997 Rhona Hoffman Gallery, Чикаго
- 1997 Cheim & Read Gallery, Нью-Йорк
- 1997 The Contemporary Arts Center, Цинцінаті
- 1997 Centro Cultural da Light, Ріо-де-Жанейро
- 1997 Marion Locks Gallery, Філадельфія
- 1997 Centro Cultural Banco Cultural do Brasil, Ріо-де-Жанейро
- 1997 Galerie Karsten Greve, Париж
- 1997 Galerie Karsten Greve, Кельн
- 1997 Brooklyn Academy of Music, Бруклін
- 1997 Robert Miller Gallery, Нью-Йорк
- 1997 Yokohama Museum of Art, Йокогама
- 1996 Hauser & Wirth Zürich, Цюрих
- 1996 Galerie Soledad Lorenzo, Мадрид
- 1996 University Art Museum, University of California, Берклі
- 1996 The Drawing Center, Нью-Йорк
- 1996 The List Visual Art Center, Massachusetts Institute of Technology, Кембридж
- 1996 The Art Gallery of Ontario, Торонто
- 1996 Fundacão Cultural de Curitaba/Museu da Gravura, Куритиба
- 1996 Gallery Paule Anglim, Сан Франциско
- 1996 Ville de Choisy, Service municipal d’arts plastiques, Choisy le Roi
- 1996 Galerie Karsten Greve, Кельн
- 1996 Deichtorhallen, Гамбург
- 1996 Musée d’art contemporain de Montréal, Монреаль
- 1996 Baumgartner Galleries, Вашингтон
- 1996 Rupertinum, Зальцбург
- 1996 Galerie Samuel Lallouz, Монреаль
- 1996 Gallery Josedoff / Harry Jack Gray Center, University of Hartford, Westford
- 1996 Centro Andaluz de Arte Contemporaneo, Севілья
- 1996 Museo Rufina Tamayo, Мехіко
- 1996 ORIEL, The Arts Council of Wales Gallery, The Friary, Кардифф
- 1996 Bonnefanten Museum, Маастрихт
- 1995 Museo del Arte Contemporanéo, Монтеррей
- 1995 Museum of Modern Art, Оксфорд
- 1995 Barbara Mathes Gallery, Нью-Йорк
- 1995 National Gallery of Victoria, Melbourne
- 1995 Museum of Contemporary Art, Сідней
- 1995 Galerie Piece Unique, Париж
- 1995 Galerie Karsten Greve, Кельн
- 1995 Galerie Karsten Greve, Париж
- 1995 Galeria Rudolfinum, Прага
- 1995 Théâtre du Vieux Colombier, Париж
- 1995 Walker Hill Art Center, Сеул
- 1995 Mitsubishi-Jisho Artium, Fukuoka
- 1995 École Nationale des Beaux-Art de Bourges, Bourges
- 1995 Центр Помпиду, Париж
- 1995 Helsinki City Art Museum, Хельсинки
- 1995 Musée d’Art moderne de la Ville de Paris, Париж
- 1995 Musée du Dessin et de l’Estampe Originale, Гравелін
- 1995 Bibliothèque Nationale, Париж
- 1994 «The Locus of Memory», The Corcoran Gallery of Art, Вашингтон
- 1994 Museum of Modern Art, Нью-Йорк
- 1994 Galerie Karsten Greve, Кельн
- 1994 Galerie Karsten Greve, Мілан
- 1994 Kestner-Gesellschaft, Hanover
- 1994 Archives of American Art, Нью-Йорк
- 1994 Marion Locks Gallery, Філадельфія
- 1994 Peter Blum, Нью-Йорк
- 1994 Galleria Karsten Greve, Мілан
- 1994 Galerie Espace, Амстердам
- 1994 The Saint Louis Art Museum, St. Louis
- 1994 Nelson-Atkins Museum of Art, Канзас
- 1994 Brooklyn Museum of Art, Бруклін
- 1993 Венеціанська бієнале, американський павільйон
- 1993 Ginny Williams Family Foundation, Денвер
- 1993 Galerie Ramis Barquet, Monterrey
- 1993 Laura Carpenter Fine Art, Санта Фе
- 1993 Jan Weiner Gallery, Topeka
- 1993 Linda Cathcart Gallery, Санта Моніка
- 1992 Galerie Karsten Greve, Париж
- 1992 National Gallery of Art, East Wing, Вашингтон
- 1992 Barbara Krakow Gallery, Бостон
- 1992 The Fabric Workshop, Філадельфія
- 1992 Second Floor, Reykjavik
- 1992 Milwaukee Art Museum, Milwaukee
- 1992 Ydessa Hendeles Art Foundation, Торонто
- 1992 Parrish Art Museum, Southampton
- 1991 Galerie Lelong, Цюрих
- 1991 Kunstmuseum Bern, Берн
- 1991 Kröller-Müller Museum, Otterlo
- 1991 Robert Miller Gallery, Нью-Йорк
- 1991 Ydessa Hendeles Art Foundation, Торонто
- 1990 Galerie Karsten Greve, Кельн
- 1990 Barbara Gross Galerie, Мюнхен
- 1990 Fondación Tàpies, Барселона
- 1990 Galerie Krinzinger, Вена
- 1990 Linda Cathcart Gallery, Санта Моніка
- 1990 Ginny Williams Gallery, Денвер
- 1990 Monica Sprüth Galerie, Кельн
- 1990 Riverside Studios, Лондон
- 1990 Städtische Galerie im Lenbachhaus, Мюнхен
- 1990 Musée d’art contemporain, Lyon
- 1990 Karsten Schubert, Лондон